# Lieser (Gemeinde)
Lieser település Németországban, Rajna-vidék-Pfalz tartományban. Lakosainak száma 1230 fő (2023. december 31.).

## Népesség
A település népességének változása:
| Lakosok száma | 1328 | 1237 | 1224 | 1227 | 1227 | 1245 | 1230 |
|               | 1975 | 2014 | 2017 | 2019 | 2021 | 2022 | 2023 |